# Ghiueșevo, Kiustendil
Ghiueșevo (în bulgară Гюешево) este un sat în comuna Kiustendil, regiunea Kiustendil,  Bulgaria. 

## Demografie
Componența etnică a satului Ghiueșevo
     Bulgari (99,1%)
     Nicio identificare (0,89%)
     Altele (0%)
La recensământul din 2011, populația satului Ghiueșevo era de 224 locuitori. Din punct de vedere etnic, majoritatea locuitorilor (99,1%) erau bulgari. Pentru 0,89% din locuitori nu este cunoscută apartenența etnică.